# Байдалино (Ярский район)
Байдалино — деревня в Ярском районе Удмуртии. Входит в состав Дизьминского сельского поселения.

## География
Деревня находится на северо-западе республики, на расстоянии примерно 10 км (по прямой) к юго-востоку от посёлка Яр, административного центра района.

### Часовой пояс
Деревня Байдалино, как и вся Удмуртия, находится в часовой зоне МСК+1. Смещение применяемого времени относительно UTC составляет +4:00.

## Население
| 2010 | 2012 |
| ---- | ---- |
| 156  | ↘154 |

### Национальный состав
Согласно результатам переписи 2002 года, в национальной структуре населения удмурты составляли 91 % из 196 чел.